# Gallegos del Pan
Gallegos del Pan – gmina w Hiszpanii, w prowincji Zamora, w Kastylii i León, o powierzchni 15,66 km². W 2011 roku gmina liczyła 136 mieszkańców.